# Fußballclub Basel 1893
Il Fussballclub Basel 1893, noto in Italia come Basilea, è una società calcistica svizzera con sede nell'omonima città di Basilea. La sua fondazione risale al 15 novembre 1893. Milita nella Super League, la massima divisione del campionato svizzero.
È uno dei club più titolati di Svizzera, nonché seconda società per titoli nazionali vinti (21) alle spalle del Grasshoppers (27) e davanti al Servette (17). Ha vinto anche 14 Coppe di Svizzera, una Supercoppa di Svizzera e una Coppa di Lega svizzera.
Disputa le partite interne al St. Jakob-Park, inaugurato nel 2001 in sostituzione del vecchio St. Jakob Stadium, demolito nel 1998.

## Storia
Il Fussballclub Basel nacque grazie ad un annuncio del 12 novembre 1893 sul National-Zeitung, giornale di Basilea, in cui si invitavano amanti del calcio a riunirsi e a discutere sulla fondazione di un club. Il 15 novembre, alle ore 20.15, si riunirono in un pub della Schuhmachern-Zunft (Corporazione dei calzolai) undici uomini che fondarono la società. Alcuni di essi erano canottieri, altri accademici e vi era inoltre uno dei primi giornalisti sportivi svizzeri, Ferdinand Isler, che tradusse le regole dello sport in tedesco. Roland Geldner fu il primo presidente, mentre Isler divenne primo capitano della squadra; si scelsero come colori sociali il rosso e il blu, in onore della Società Canottieri di Basilea. Il 10 dicembre 1893 il Basilea disputò la sua prima partita al Landhof-Stadium contro la Realschülerturnverein di Basilea, vincendo per 2-0.
Il Basilea è stata una delle squadre più forti della Svizzera negli anni sessanta e negli anni settanta: in questo periodo, infatti, il club vinse 7 campionati svizzeri e 3 coppe nazionali. Gli anni ottanta, invece, la squadra li trascorse tutti nella seconda serie svizzera. Nel 1994 la squadra fu promossa nella massima serie svizzera. Con l'apertura del nuovo stadio, il St. Jakob-Park, nel 2001 e con l'arrivo della "magnate" Gisela Oeri la squadra ritornò ai fasti di un tempo.

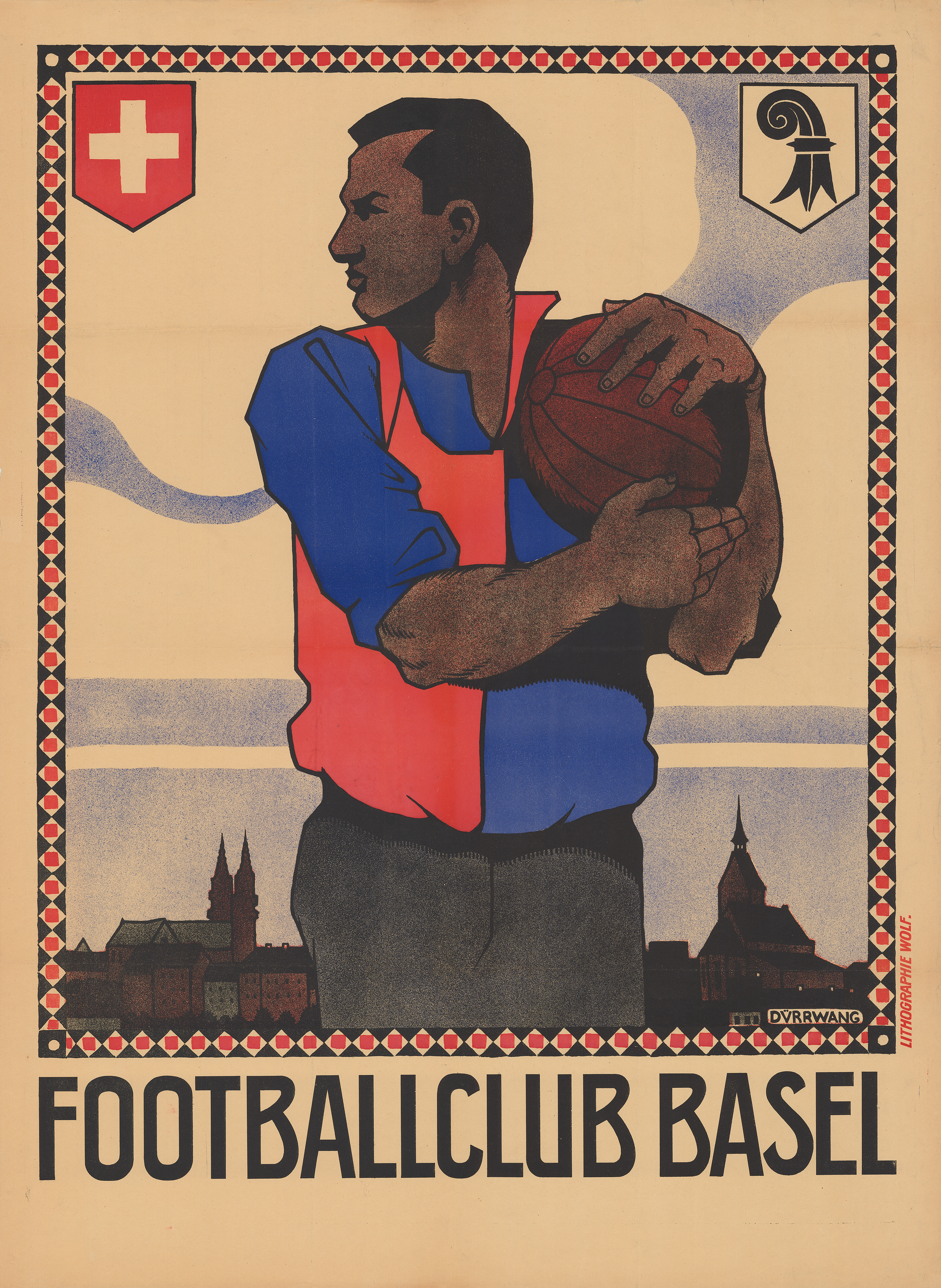
Poster realizzato da Rudolf Dürrwang (1910 circa).

Nel 2002, sotto la guida di Christian Gross, la squadra conquistò campionato e coppa. Nella stagione 2002-2003 partecipò alla UEFA Champions League, un traguardo eccezionale in quanto si trattò di una delle poche squadre svizzere della storia a partecipare alla fase a gironi della competizione e della prima in assoluto a conquistare l'accesso alla seconda fase. In quella stagione la squadra riuscì a battere formazioni come Celtic, Deportivo La Coruña, Spartak Mosca e Juventus, pareggiando due volte con il Liverpool e una con il Manchester Utd all'Old Trafford.
Nella stagione 2005-2006 (dopo essere stata prematuramente eliminata dalla Champions League) la squadra raggiunse i quarti di finale della Coppa UEFA, competizione nella quale fu battuta dal Middlesbrough.
Il 13 maggio 2006 il club perse in casa per 1-2 una partita di campionato contro lo Zurigo, perdendo l'imbattibiltà in campo amico (52 partite) e la possibilità di vincere il campionato. Il giorno è, però, ricordato soprattutto per i durissimi scontri che seguirono: il campo fu invaso dai tifosi sia del Basilea sia dello Zurigo. Le due tifoserie si diedero battaglia danneggiando alcune strutture dello stadio.
Nella stagione 2006-2007, in cui chiuse il campionato ancora una volta alle spalle dello Zurigo, la squadra fu eliminata dalla Coppa UEFA già dopo la fase a gironi, mentre nell'edizione 2007-2008 del torneo si arrese allo Sporting Lisbona nei sedicesimi di finale.
Il 10 maggio 2008 il Basilea si aggiudicò il suo dodicesimo titolo, battendo nell'ultima partita di campionato la seconda classificata Young Boys. Conquistato l'accesso alla fase a gironi della Champions League 2007-2008 battendo il Vitória Guimarães, il Basilea fu eliminato a vantaggio di Barcellona e Sporting Lisbona.
Il 7 dicembre 2011, all'ultima giornata della fase a gruppi di Champions League, il Basilea riuscì a battere il Manchester Utd per 2-1, qualificandosi così alla seconda fase a scapito proprio dei Red Devils grazie al secondo posto in classifica, posizione che valse alla squadra di Basilea uno storico approdo agli ottavi di finale. Qui la compagine elvetica riuscì a sconfiggere all'andata il Bayern Monaco al Sankt Jakob Park col risultato di 1-0, ma fu eliminata nella gara di ritorno all'Allianz Arena a seguito di un pesante 7-0.
Nella stagione 2012-2013 in Europa League il Basilea si fa strada fino alle semifinali, dove viene eliminato con una doppia sconfitta dai futuri vincitori del Chelsea. Il 1º giugno 2013 si aggiudica il suo sedicesimo titolo nazionale, il quarto consecutivo. Retrocesso dalla Champions League in Europa League nella stagione 2013-2014, il Basilea fu eliminato ai quarti di finale dell'Europa League 2013-2014 dal Valencia: nonostante il successo interno per 3-0 nella partita di andata, il Basilea fu estromesso dal torneo dopo i tempi supplementari della partita di ritorno in Spagna, persa per 5-0 contro gli spagnoli.
Il club rossoblu riconquistò il titolo nazionale anche nel 2014, centrando il diciassettesimo alloro complessivo e quinto consecutivo in altrettante stagioni. Nella stagione 2014-2015 arrivò con tre giornate di anticipo il diciottesimo titolo nazionale, sesto consecutivo.
Nelle stagioni 2015-2016 e 2016-2017 il club vinse il diciannovesimo e il ventesimo titolo nazionale, portando a otto i titoli consecutivi.
Nella Europa League 2015-2016, dopo un anno di assenza dalle coppe europee, viene inserita in un girone con Fiorentina, Lech Poznań e Belenenses. Gli svizzeri vincono il raggruppamento con 13 punti (spicca la vittoria per 2-1 a Firenze alla prima giornata) e si qualificano per i sedicesimi di finale. Qui eliminano il Saint-Étienne in un'emozionante doppia sfida: i francesi vincono 3-2 in casa, ma al ritorno il Basilea si impone per 2-1 con la rete del vantaggio e della qualificazione agli ottavi avvenuta al 96º minuto. Giunti agli ottavi, però, sarà il Siviglia ad eliminare il Basilea.
Nella stagione 2016-2017 prende parte alla fase a gironi di Champions League, venendo inserita nel girone A con Arsenal, Paris Saint-Germain e Ludogorec. Il cammino in Champions, però, è difficile e chiude il gruppo all'ultimo posto con due punti (frutto di due pareggi contro i bulgari).
L'anno seguente gli svizzeri si rendono protagonisti nel proprio girone (composto da Manchester Utd, CSKA Mosca e Benfica): chiudono al secondo posto con addirittura 12 punti, riuscendo, tra l'altro, a battere i portoghesi con un pesante 5-0 e ad infliggere una sconfitta per 1-0 allo United. Agli ottavi incontrano il Manchester City che chiude la pratica del passaggio del turno già all'andata in Svizzera con un 4-0 rotondo. Al ritorno non basta un'incredibile ed eroica prestazione del Basilea, che batte il City per 2-1.
Nella stagione 2018-2019, il Basilea viene eliminato al secondo turno di qualificazione per la Champions League dai greci del PAOK con un pesante 3-0 subito in casa. Regrediti dunque alle qualificazioni di Europa League 2018-2019, gli svizzeri battono, con lo stesso risultato in entrambi i match, gli olandesi del Vitesse, ma ai playoff vengono eliminati per colpa dell'Apollōn Limassol: i ciprioti perdono 3-2 in Svizzera ma poi si impongono 1-0 tra le mura amiche, conquistando l'accesso alla fase a gironi grazie alla regola dei gol segnati in trasferta.
Nella stagione successiva, il Basilea arriva terzo in Super League, mentre in Coppa Svizzera batte in sequenza Pully, Meyrin, Stade Lausanne-Ouchy, Losanna e Winterthur, per poi perdere nella finale contro gli Young Boys. Nella UEFA Champions League, il Basilea affronta nel secondo turno di qualificazione il PSV e dopo aver perso in trasferta per 3-2, vince in casa per 2-1 e passa il turno grazie alla regola dei gol fuori casa; nel terzo turno perde però a sorpresa contro gli austriaci del LASK per 2-5 (1-2 in casa e 1-3 in trasferta). Retrocessa in Europa League, viene inserita nel gruppo C con Getafe, Krasnodar e Trabzonspor, che chiude al primo posto. Ai sedicesimi di finale elimina i ciprioti dell'APOEL e agli ottavi di finale i tedeschi dell'Eintracht Francoforte, ma deve arrendersi ai quarti di finale agli ucraini dello Šachtar. La stagione 2020-2021 vede la squadra terminare al terzo posto in campionato e l'uscita agli ottavi di finale della Coppa Svizzera per mano del Winterthur, che vince con il largo risultato di 6-2. Il cammino in Europa League si ferma agli spareggi per l'accesso alla fase a gironi con i bulgari del CSKA Sofia, dopo aver eliminato i croati dell'Osijek e i ciprioti dell'Anorthōsis nei turni precedenti. Nella stagione successiva conclude il campionato al secondo posto, nonché un'altra eliminazione agli ottavi di finale della coppa nazionale, questa volta per 1-0 contro l'Étoile Carouge. Ammesso alla neonata Europa Conference League, elimina in ordine gli albanesi del Partizani Tirana, gli ungheresi dell'Újpest e gli svedesi dell'Hammarby, qualificandosi così alla fase a gironi. Inserita nel gruppo H con Qarabağ, Omonia e Qairat, chiude il girone al primo posto, frutto di 4 vittorie e 2 pareggi. Agli ottavi di finale pesca i francesi dell'Olympique Marsiglia, che vincono con lo stesso risultato (2-1) all'andata e al ritorno, eliminando la squadra svizzera. Riqualificatosi l'anno successivo, il Basilea viene sorteggiato di nuovo nel gruppo H con Pyunik, Zalgiris e Slovan Bratislava, superandolo come secondo dietro agli slovacchi. Nella fase a eliminazione diretta eliminano in sequenza Trabzonspor, Slovan Bratislava ai rigori e Nizza, prima di infrangersi in semifinale contro la Fiorentina, che poi perderà la finale contro il West Ham.

## Colori e simboli

### Colori
Casa
| 2000-2001 | 2002-2004 | 2004-2006 | 2006-2008 | 2008-2010 | 2010-2012 | 2012-2013 | 2013-2014 | 2014-2015 | 2015- |

Trasferta
| 2004-2005 | 2005-2007 | 2007-2009 | 2009-2011 | 2011-2012 | 2012-2014 | 2014-2016 | 2016-2017 |

## Strutture

### Stadio

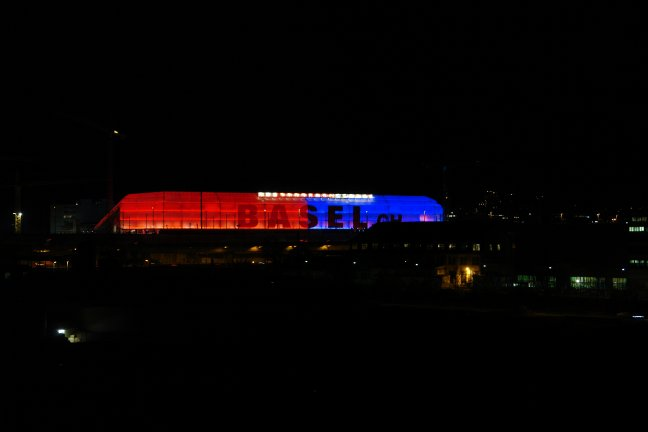
Il St. Jakob-Park con i colori del Basilea.

Il Basilea gioca le partite casalinghe al St. Jakob-Park costruito tra il 1998 ed il 2001. Lo stadio ha una capienza di 38 512 spettatori e le dimensioni del terreno di gioco sono di 105 x 68 metri. Originariamente capace di ospitare 33 433 spettatori, fu ampliato grazie ad un nuovo settore a 42 500 posti a sedere per ospitare alcune partite di Euro 2008. Soprannominato Joggeli dai tifosi, è stato insignito dall'UEFA di 4 stelle, massimo riconoscimento per uno stadio di tale capienza.
Progettato degli architetti svizzeri Herzog & de Meuron, presenta al suo interno un grande centro commerciale. Esternamente è rivestito da losanghe traslucide dotate d'illuminazione artificiale interna di colori diversi: durante le partite del Basilea assumono i colori rosso e blu.
Lo stadio sorge sull'area del vecchio St. Jakob Stadion, stadio che ha ospitato gli incontri interni del Basilea dal 1954, anno in cui venne costruito in occasione del campionato mondiale. Fu demolito nel 1998 per lasciare posto al nuovo stadio; nel periodo di costruzione dell'impianto la squadra disputò le partite allo Stadion Schützenmatte, stadio del BSC Old Boys, altra squadra di Basilea.
Il primo impianto utilizzato dai rossoblu fu il Landhof, situato nel quartiere di Wettstein.

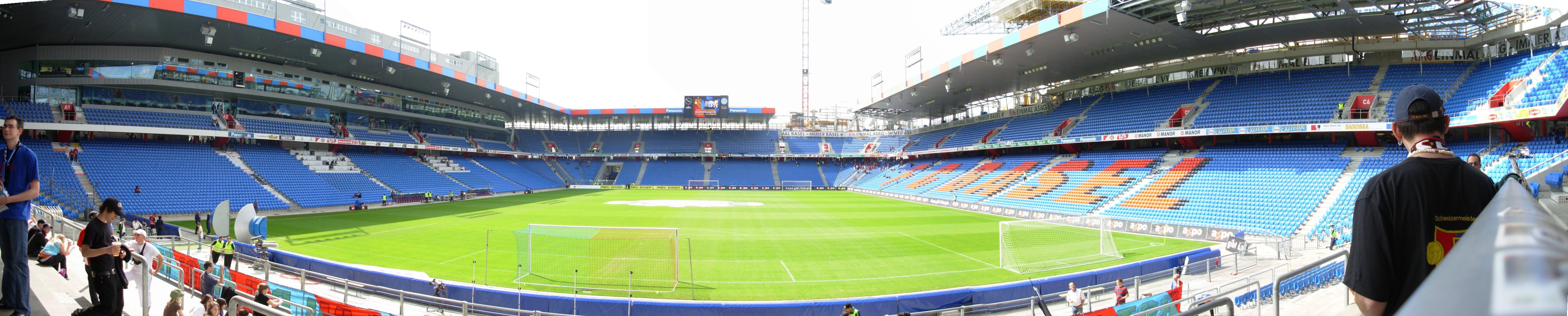
Una veduta interna del St. Jakob-Park.

## Società

### Organigramma societario
- Presidente: Bernhard Heusler.
- Vicepresidente: Adrian Knup.
- Direttore sportivo: Georg Heitz.
- Direttore finanza: Stephan Werthmüller.
- Responsabile marketing: René Kamm.
- Responsabile settore giovanile e femminile: Benno Kaiser.
- Responsabile beach soccer: Reto Baumgartner.
- Direttore generale: Barbara Bigler.
- Direttore marketing & business development: Martin Blaser.
- Direttore risorse umane: Brigitte Bräuning.
- Direttore ticketing: Silvan Bünder.

## Allenatori e presidenti
- 1893-1895 Ferdinand Isler
- 1895-1896 Charles Volderauer
- 1895-1896 Georg Emanuel Schiess
- 1896-1897 Charles Volderauer
- 1898-1899 Hermann Schneider
- 1899-1900 Georges Fürstenberger
- 1900-1903 Victor Alphonso Schorpp
- 1903-1904 Daniele Abbraccio
- 1904-1905 Henri Eugen Strauss
- 1905-1908 Daniele Abbraccio
- 1908-1912 Emil Hasler
- 1912-1913 Percy Humphreys
- 1912-1913 Ernst Kaltenbach
- 1913-1914 Percy Humphreys
- 1914-1915 Christian Albicker
- 1915-1916 Ernst Kaltenbach
- 1915-1917 Peter Riesterer
- 1917-1918 Ernst Kaltenbach
- 1918-1920 Otto Kuhn
- 1920-1921 Walter Dietrich
- 1921-1922 Emil Hasler
- 1921-1922 Ernst Kaltenbach
- 1922-1923 Emil Hasler
- 1922-1924 Max Breunig
- 1923-1924 Karl Wüthrich
- 1924-1925 Gustav Putzendopler (I)
- 1925-1928 Karl Bielser
- 1927-1928 Peter Riesterer
- 1928-1930 Gyula Kertész
- 1930-1931 Gustav Putzendopler
- 1932 Otto Haftel
- 1932-1933 Karl Kurz
- 1934 Josef Haist
- 1934 Richard Dombi
- 1934-1935 Alvin Riemke
- 1936-1937 Heinz Körner
- 1937-1939 Fernand Jaccard
- 1939 Walter Dietrich
- 1939-1940 Max Galler
- 1940-1943 Eugen Rupf
- 1943-1945 Willy Wolf
- 1945-1946 Max Barras
- 1946-1947 Anton Schall
- 1947-1952 Ernst Hufschmid
- 1952-1955 René Bader e Willy Dürr
- 1955-1957 Béla Sárosi
- 1957-1958 Rudolf Strittich
- 1958-1959 René Bader
- 1959-1961 Jenö Vincze
- 1961-1965 Jiří Sobotka
- 1965-1982 Helmut Benthaus
- 1982-1983 Rainer Ohlhauser
- 1983-1984 Ernst-August Künnecke
- 1985 Emil Müller
- 1985-1987 Helmut Benthaus
- 1987-1989 Urs Siegenthaler (luglio 1987 - novembre 1989)
- 1989-1992 Ernst-August Künnecke (novembre 1989 - luglio 1992)
- 1992 Bruno Rahmen e Karl Odermatt
- 1992-1993 Friedel Rausch
- 1993-1995 Claude Andrey (luglio 1993 - ottobre 1995)
- 1995 Oldrich Svab (ottobre - novembre) (Ad interim)
- 1995-1997 Karl Engel (novembre 1995 - marzo 1997)
- 1997 Heinz Hermann
- 1997 Salvatore Andracchio
- 1997 Jörg Berger (luglio - ottobre)
- 1997 Salvatore Andracchio (ottobre - dicembre)
- 1997-1999 Guy Mathez (dicembre 1997 - maggio 1999)
- 1999 Marco Schällibaum (maggio - giugno) (Ad interim)
- 1999-2009 Christian Gross
- 2009-2011 Thorsten Fink
- 2011 Heiko Vogel (ottobre - dicembre) (Ad interim)
- 2011-2014 Murat Yakın
- 2014-2015 Paulo Sousa
- 2015-2017 Urs Fischer
- 2017-2018 Raphaël Wicky
- 2018 Alexander Frei (luglio - agosto) (Ad interim)
- 2018-2020 Marcel Koller
- 2020-2021 Ciriaco Sforza (luglio - aprile)
- 2021-2022 Patrick Rahmen (aprile - febbraio) (Ad interim)
- 2022 Guillermo Abascal (febbraio - maggio) (Ad interim)
- 2022-2023 Alexander Frei (luglio - febbraio)
- 2023 Heiko Vogel (febbraio - giugno) (Ad interim)
- 2023 Timo Schultz (luglio - settembre)
- 2023 Heiko Vogel (settembre - ottobre) (Ad interim)
- 2023- Fabio Celestini (ottobre - in corso)

- 1893-1896 Roland Geldner
- 1896 Emanuel Schiess
- 1896-1899 Charlie Volderauer
- 1900-1901 Ernst-Alfred Thalmann
- 1901-1902 Emanuel Schiess
- 1902 Ernst-Alfred Thalmann
- 1902-1903 Josy Ebinger
- 1903-1907 Ernst-Alfred Thalmann
- 1907-1908 Siegfried Pfeiffer
- 1908-1913 Ernst-Alfred Thalmann
- 1913 Karl Ibach
- 1913-1914 C. A. Hintermann
- 1914-1915 Ernst-Alfred Thalmann
- 1915 Philipp Leichner
- 1915-1918 Franz Rinderer
- 1918-1919 August Rossa
- 1919-1920 Bernard Klingelfuss
- 1920-1921 Franz Rinderer
- 1921-1922 Carl Burkhardt
- 1922-1925 Karl Ibach
- 1925-1926 Carl Burkhardt
- 1926-1927 Franz Rinderer
- 1927 Karl Ibach
- 1927 Karl Junker
- 1927-1929 Hans Rupprecht
- 1929-1931 Otto Kuhn
- 1931-1936 Franz Rinderer
- 1936-1939 Emil Junker
- 1939-1944 Albert Besse
- 1944-1946 Emil Junker
- 1946-1959 Jules Düblin
- 1959-1962 Ernst Weber
- 1962-1966 Lucien Schmidlin
- 1966-1970 Harry Thommen
- 1970-1976 Félix Musfeld
- 1976-1980 René Theler
- 1980-1982 Pierre Jacques Lieblich
- 1982-1983 Roland C. Rasi
- 1983-1986 Urs Gribi
- 1986-1987 Peter Max Sutter
- 1987-1992 Charles Röthlisberger
- 1992-1996 Peter Epting
- 1996-2002 René C. Jäggi
- 2002-2003 Werner Edelmann
- 2003-2011 Gigi Oeri
- 2012-2017 Bernhard Heusler
- 2017-oggi Bernhard Burgener

## Palmarès

### Competizioni nazionali
- Campionato svizzero: 21

1952-1953, 1966-1967; 1968-1969, 1969-1970, 1971-1972, 1972-1973, 1976-1977, 1979-1980, 2001-2002, 2003-2004 , 2004-2005, 2007-2008, 2009-2010, 2010-2011, 2011-2012, 2012-2013, 2013-2014, 2014-2015, 2015-2016, 2016-2017 , 2024-2025
- Coppa Svizzera: 14

1932-1933, 1946-1947, 1962-1963, 1966-1967, 1974-1975, 2001-2002, 2002-2003, 2006-2007, 2007-2008, 2009-2010, 2011-2012, 2016-2017, 2018-2019, 2024-2025
- Coppa di Lega svizzera: 1

1972
- Anglo Cup: 1

1913
- 1ª Lega: 2

1939-1940, 1941-1942
- Challenge League: 1

1945-1946

### Competizioni internazionali
- Coppa delle Alpi: 3

1969, 1970, 1981

### Competizioni giovanili
- Blue Stars/FIFA Youth Cup: 3

1997, 2009, 2022

## Statistiche e record

### Partecipazione ai campionati
| Livello | Categoria        | Partecipazioni | Debutto   | Ultima stagione | Totale |
| ------- | ---------------- | -------------- | --------- | --------------- | ------ |
| 1º      | Serie A          | 31             | 1898-1899 | 1929-1930       | 117    |
| 1º      | Prima Lega       | 1              | 1930-1931 | 1930-1931       | 117    |
| 1º      | Lega Nazionale   | 10             | 1931-1932 | 1943-1944       | 117    |
| 1º      | Lega Nazionale A | 52             | 1944-1945 | 2002-2003       | 117    |
| 1º      | Super League     | 23             | 2003-2004 | 2025-2026       | 117    |
| 2º      | Prima Lega       | 3              | 1939-1940 | 1941-1942       | 10     |
| 2º      | Lega Nazionale B | 7              | 1945-1946 | 1993-1994       | 10     |

### Statistiche individuali
| Record di presenze - 398 Massimo Ceccaroni (1987-2002) - 326 Taulant Xhaka (2011-2012, 2013-oggi) - 320 Josef Hügi (1948-1962) - 312 Karl Odermatt (1963-1976) - 297 Benjamin Huggel (1998-2005 e 2007-2012) - 269 Scott Chipperfield (2001-2012) - 262 Luca Zuffi (2014-2021) - 241 Erni Maissen (1975-1982, 1983-1987 e 1989-1991) - 222 Mario Cantaluppi (1994-1996 e 1998-2004) - 220 Marco Streller (2000-2004 e 2007-2015) | Record di reti - 244 Josef Hügi (1948-1962) - 99 Christian Giménez (2001-2005) - 96 Marco Streller (2000-2004 e 2007-2015) - 94 Erni Maissen (1975-1982, 1983-1987 e 1989-1991) - 80 Karl Odermatt (1963-1976) - 74 Alexander Frei (1997-1998 e 2009-2013) - 69 Scott Chipperfield (2001-2012) - 66 Ottmar Hitzfeld (1971-1975) - 62 Benjamin Huggel (1998-2005 e 2007-2012) - 58 Matías Delgado (2003-2006 e 2013-2017) |

## Tifoseria

### Gemellaggi
- FC Concordia Basel
- 1. FC Magdeburg
- SV Waldhof Mannheim
- Eintracht Braunschweig

La tifoseria del Basilea si situa fra le più calde di tutta la Svizzera e del centro Europa, il luogo di ritrovo allo stadio è la Muttenzerkurve. C'è una piccola fazione di tifosi fra i più vivi che si chiamano Inferno Basel.
La tifoseria è conosciuta per grandi scontri con i sostenitori di Zurigo e Young Boys.

## Organico

### Rosa 2025-2026
Aggiornata al 20 agosto 2025.
| N. |                           | Ruolo | Calciatore                 |
| -- | ------------------------- | ----- | -------------------------- |
| 1  | Svizzera (bandiera)       | P     | Marwin Hitz                |
| 3  | Svizzera (bandiera)       | D     | Nicolas Vouilloz           |
| 5  | RD del Congo (bandiera)   | C     | Metinho                    |
| 6  | Giappone (bandiera)       | D     | Keigo Tsunemoto            |
| 7  | Nigeria (bandiera)        | A     | Philip Otele               |
| 8  | Francia (bandiera)        | C     | Koba Koindredi             |
| 10 | Svizzera (bandiera)       | C     | Xherdan Shaqiri (capitano) |
| 11 | Costa d'Avorio (bandiera) | A     | Bénie Traoré               |
| 13 | Svizzera (bandiera)       | P     | Mirko Salvi                |
| 14 | Serbia (bandiera)         | C     | Andrej Bacanin             |
| 16 | Svizzera (bandiera)       | P     | Tim Spycher                |
| 17 | Germania (bandiera)       | A     | Moritz Broschinski         |
| 19 | Croazia (bandiera)        | A     | Marin Šotiček              |
| 22 | Francia (bandiera)        | C     | Léo Leroy                  |
| 23 | Svizzera (bandiera)       | A     | Albian Ajeti               |

| N. |                                 | Ruolo | Calciatore          |
| -- | ------------------------------- | ----- | ------------------- |
| 25 | Paesi Bassi (bandiera)          | D     | Finn van Breemen    |
| 26 | Bosnia ed Erzegovina (bandiera) | D     | Adrian Leon Barišić |
| 27 | Svizzera (bandiera)             | C     | Kevin Rüegg         |
| 28 | Svizzera (bandiera)             | C     | Dion Kacuri         |
| 29 | Francia (bandiera)              | D     | Moussa Cissé        |
| 30 | Germania (bandiera)             | A     | Anton Kade          |
| 31 | Svizzera (bandiera)             | D     | Dominik Schmid      |
| 32 | Ghana (bandiera)                | D     | Jonas Adjetey       |
| 33 | Argentina (bandiera)            | A     | Juan Gauto          |
| 39 | Svizzera (bandiera)             | A     | Junior Zé           |
| 40 | Svizzera (bandiera)             | A     | Agon Rexhaj         |
| 42 | Francia (bandiera)              | D     | Evann Senaya        |
| 43 | Svizzera (bandiera)             | D     | Marvin Akahomen     |
| 46 | Brasile (bandiera)              | A     | Kaio Eduardo        |
| 47 | Germania (bandiera)             | P     | Tim Pfeiffer        |

### Staff tecnico
Aggiornato al 28 novembre 2024.
- Allenatore:  Fabio Celestini
- Vice allenatore:  Davide Callà
- Vice allenatore:  Luigi Nocentini
- Preparatore dei portieri:  Gabriel Wüthrich
- Preparatore atletico:  Johannes Wieber
- Analista video:  Yannick Herkommer,  Yannic Hess
- Performance Data Manager:  Sarah Strütt
- Medici sociali:  Albrecht H. Heitner,  Jean-Daniel Neuhaus,  Sören Waldmann
- Fisioterapisti:  Martin Krone,  Petra Platteau-Waldmeier,  Nicolas Unternährer,  Peter Hohl,  Andreas Hämmerle
- Magazzinieri:  Roger Eglin,  Stefan Motscha
- Team manager:  Melanie Huber

### Libri
- Josef Zindel; FC Basel – Emotionen in Rotblau; Éditions Opinio, 2001, ISBN 3-03999-002-0

### Film
- Wir sind dir treu (2005) – Documentario di Michael Koch